# Valentin Ferron
Valentin Ferron (Poitiers, 8 febbraio 1998) è un ciclista su strada francese che corre per il team Cofidis; professionista dal 2020, ha vinto una tappa al Giro del Delfinato 2022.

## Palmarès

### Strada
- 2016 (Juniores)

Tour du Pays de la Châtaigneraie
1ª tappa La Vendée Junior (Saint-Mars-la-Réorthe > Saint-Mars-la-Réorthe)
2ª tappa La Vendée Junior (Saint-Mars-la-Réorthe, cronometro)
Classifica generale La Vendée Junior
- 2018 (Vendée U)

Boucles de l'Essor
1ª tappa Circuit des Plages Vendéennes (Sainte-Florence > Les Essarts)
Souvenir Georges-Dumas
- 2019 (Vendée U)

1ª tappa Tour Nivernais Morvan (Neuvy-sur-Loire > Saint-Andelain)
Grand Prix de Plouay Elite Open
- 2021 (Total Direct Énergie, una vittoria)

4ª tappa Tour du Rwanda (Kigali-Kimironko > Musanze)
- 2022 (TotalEnergies, una vittoria)

6ª tappa Giro del Delfinato (Rives > Gap)
- 2023 (TotalEnergies, una vittoria)

Parigi-Camembert
- 2025 (Cofidis, una vittoria)

Grand Prix Cycliste la Marseillaise

#### Altri successi
- 2017 (Vendée U)

Circuit Rance Émeraude

## Piazzamenti

### Grandi Giri
- Tour de France

2023: 89º
- Vuelta a España

2020: 87º

### Classiche monumento
- Milano-Sanremo

2023: 68º
- Liegi-Bastogne-Liegi

2020: 121º
2021: 64º
2022: 49º
2023: 69º
2025: ritirato
- Giro di Lombardia

2023: ritirato

### Competizioni mondiali
- Campionati del mondo

Yorkshire 2019 - In linea Under-23: ritirato

### Competizioni europee
- Campionati europei

Plouay 2020 - In linea Under-23: 65º